# خون ناپاک
خصومت یا خون ناپاک (فرانسوی: Mauvais Sang‎) دومین فیلم سینمایی لئوس کاراکس در مقام کارگردان است که سال ۱۹۸۶ منتشر شد. فیلم در سی‌وهفتمین دورهٔ جشنواره بین‌المللی فیلم برلین نمایش داده شد؛ پس از آن نامزد سه جایزه سزار و همچنین برندهٔ جایزه لویی دلوک شد.
نام اصلی فیلم، مُوِ سا، برگرفته از شعری به همین نام از آرتور رمبو است که در کتاب فصلی در دوزخ منتشر شده بود.

## مضامین
یکی از مهم‌ترین تم‌های این فیلم را حرکات آکروباتیک الکس تشکیل می‌دهد، مضمونی که در فیلم Les Amants du Pont-Neuf (1991)  نیز دیده می‌شود. مجذوب ریتم ترکیب‌بندی متحرک و تکرار یکنواخت روشنایی و تاریکی، بدن لوان به نظر می‌رسد که هم‌زمان فضا را طی می‌کند و درجا می‌دود. به یک معنا، پس‌زمینه تنها در یک جهت حرکت نمی‌کند، بلکه مانند یک نور استروب به چشمک زدن ادامه می‌دهد.